# Jorge Linares
Jorge Linares est un boxeur vénézuélien né le 22 août 1985 à Barinas.

## Carrière
Passé professionnel en 2002, il devient champion du monde des poids plumes WBC le 21 juillet 2007 en battant par arrêt de l'arbitre à la 10e reprise Óscar Larios. Après une défense victorieuse contre Gamaliel Diaz le 12 décembre 2007, Linares laisse son titre vacant et s'empare de la ceinture WBA des super-plumes en stoppant au 5e round Whyber Garcia le 28 novembre 2008.
Il conserve ce titre le 27 juin 2009 en battant par arrêt de l'arbitre à la 8e reprise Josafat Perez mais s'incline dès le 1er round face à Juan Carlos Salgado le 10 octobre. Il perd également un combat de championnat du monde WBC des poids légers le 15 octobre 2011 face à Antonio DeMarco par arrêt de l'arbitre au 11e round et le combat suivant à la seconde reprise contre Sergio Thompson le 31 mars 2012.
Jorge Linares s'empare finalement de la ceinture WBC des poids légers laissée vacante par Omar Figueroa le 30 décembre 2014 en stoppant à Tokyo au 4e round le boxeur mexicain Javier Prieto. Il décroche à cette occasion un titre mondial majeur dans une 3e catégorie de poids. Le 30 mai 2015, il conserve ce titre à Londres face au britannique Kevin Mitchell par arrêt de l'arbitre au 10e round puis contre Ivan Cano le 10 octobre 2015 par KO au 4e round.
Le 7 juin 2016, la WBC déclare Jorge Linares champion au repos remettant ainsi la ceinture des poids légers en jeu. Le 24 septembre suivant, il s'empare de la ceinture WBA de la catégorie aux dépens du britannique Anthony Crolla puis la conserve le 25 mars 2017 en remportant aux points le combat revanche. Il bat également aux points Luke Campbell le 23 septembre 2017 et Mercito Gesta le 27 janvier 2018 avant de s'incliner par KO au 10e round face à Vasyl Lomachenko le 12 mai 2018. Le 14 février 2020 il bat par KO au 4e round Carlos Morales, puis s'incline aux points face à Devin Haney, champion WBC des poids légers, le 29 mai 2021. 